# Dunajek (wieś w powiecie gołdapskim)
Dunajek – wieś w Polsce położona w województwie warmińsko-mazurskim, w powiecie gołdapskim, w gminie Gołdap. W latach 1975–1998 miejscowość administracyjnie należała do województwa suwalskiego.

## Historia
Wieś czynszowa na prawie chełmińskim na 40 włókach lokowana około 1550 roku. Lokacja potwierdzona 29 listopada 1575 roku przez księcia Albrechta Fryderyka, który zaświadczył, że Mikołaj Zaleski "kupił od naszego ojca spoczywającego w Bogu" 4 włóki sołeckie w celu założenia wsi. 
Część wsi Chełchy została nadana 18 października 1558 roku przez księcia Albrechta razem z Doliwami na prawie lennym Krzysztofowi Glaubitzowi. 
Szkoła w Dunajku powstała na przełomie XVIII i XIX wieku, urząd pocztowy - w 1860 r. Wieś należała do parafii Świętajno. W 1935 r. w szkole pracowało dwóch nauczycieli. W klasach 1-4 uczyło się 69 dzieci a w klasach 5-8 uczyło się 37 uczniów.
W 1939 r. we wsi było 572 mieszkańców. 
Dawne nazwy miejscowości: Duneyken, Duneiken. 

## Ludzie związani z miejscowością
W Dunajku osiadł Sieniawski, uczestnik powstania listopadowego. Tu (majątek ziemski zwano Dworkiem Dunajowskim) urodził się w 1843 r. jego syn Karol Emilian Sieniawski – znany pedagog i pisarz. 